# Élie Decazes
Élie, 1. vévoda z Decazes a Glücksbiergu (28. září 1780 Saint-Martin-de-Laye – 24. října 1860 Paříž) byl francouzský politik, premiér Francie v letech 1819–1820 (byl ve funkci 1 rok, 9 měsíců a 24 dní). Byl vůdcem liberálně-roajalistické skupiny zvané Doktrináři (Doctrinaires).

## Život
Studoval práva, v roce 1806 se stal soudcem v Seine. Roku 1807 pracoval pro Ludvíka Bonaparta v dobytém Nizozemsku. V roce 1811 byl jmenován poradcem odvolacího soudu v Paříži. Ihned po pádu Napoleona se Decazes prohlásil za roajalistu a zůstal věrný Bourbonům i během Sta dní. V tomto období se seznámil s Ludvíkem XVIII., který ho odměnil za jeho loajalitu tím, že ho 9. července 1815 jmenoval policejním prefektem Paříže. Jeho výrazný úspěch v této obtížné pozici mu vynesl jmenování ministrem policie. 24. září 1815 nahradil v této funkci proslulého Fouchého a setrval v ní do roku 1818. V této funkci krotil bílý teror, který se rozšířil zejména na jihu Francie.
Mezitím byl zvolen poslancem za Seine. Stal se klíčovým hráčem mezi umírněnými roajalisty. Ti byli roku 1815 v menšině, a tak Decazes přesvědčil Ludvíka XVIII., aby rozpustil parlament a vypsal nové volby. Ty umírněným skutečně v říjnu 1816 daly parlamentní většinu. Během následujících čtyř let hrál Decazes vedoucí roli ve francouzské politice.
Byl ministrem vnitra od 18. prosince 1818 do 20. února 1820. Po rezignaci premiéra Richelieua roku 1821 převzal faktické řízení kabinetu, ačkoli nominální hlavou byl generál Dessolles. Decazes chtěl dát jasně najevo liberální směřování kabinetu, a proto jedním z prvních kroků bylo zrušení ministerstva policie. Jeho reformy se setkaly se silným nepřátelstvím v horní komoře pairů, kde měli ultraroajalisté většinu. Decazes ale přesvědčil krále, aby jmenoval šedesát nových liberálních pairů, čímž odpor horní komory pacifikoval.
Decazes pak prosadil zákon o tisku, který zrušil do značné míry cenzuru. Podporoval protekcionismus a politiku veřejných prací. Hospodářství se dařilo, takže popularita vlády vzrostla. Ale mocnosti Svaté aliance sledovaly růst liberalismu ve Francii se vzrůstajícími obavami. Zneklidněn byl zejména Metternich. Symbolem, který dráždil, byl vstup bývalého revolucionáře Henri Grégoira do sněmovny. V zahraničí začala debata o tom, zda nenadešel čas uvést v platnost paragraf tajného kongresu v Cáchách, kde se mocnosti zavázaly k vojenské intervenci tam, kde by byl ohrožen konzervativní společenský řád. Byla to právě tato hrozba zahraniční intervence, co přiměla Ludvíka XVIII. ke změně volebního zákona, která liberalizaci zastavila. Grégoire byl také vyloučen ze sněmovny. Generál Dessolles odmítl tuto politiku realizovat a podal demisi. Tak se Decazes oficiálně dostal do čela vlády.
Utažení šroubů uklidnilo zahraniční mocnosti, ale nikoli domácí scénu, kde rozhořčilo radikály a neusmířilo ultraroajalisty. Zprávy o revoluci ve Španělsku v lednu 1820 a úspěšný atentát na prince Karla Ferdinanda situaci ještě zhoršily. Konzervativci viděli viníka i v liberálním Decazesově režimu. Decazes po atentátu předvídal bouři konzervativců a nabídl králi svou rezignaci. Ten ji odmítl. Nakonec však byl Decazes přeci jen donucen odstoupit, kvůli tlaku své rodiny, jež se cítila ohrožena. Demisi podal 17. února. Král ho symbolicky ochránil před konzervativními radikály gestem udělení titulu vévody, načež Decazes odešel do "čestného exilu" - byl jmenován velvyslancem v Británii. Byl jím do roku 1821. Poté se vrátil do sněmovny pairů, kde se vyhraňoval vůči konzervativnímu režimu Karla X. Po roce 1830 se přiklonil k červencové monarchii, ale po vzniku druhé republiky v roce 1848 se stáhl do ústraní.
Jeho syn Louis Decazes se stal ministrem zahraničí.